# Daniel Rojano
Daniel Rojano Gómez (Medellín, 25 aprile 1997) è un calciatore colombiano, centrocampista svincolato.

## Caratteristiche tecniche
È un mediano.

## Carriera

### Nazionale
Con la nazionale Under-20 colombiana ha preso parte al campionato sudamericano 2017.